# Отрожки
Отрожки — хутор в Серафимовичском районе Волгоградской области.
Административный центр Отрожкинского сельского поселения.

## География

### Улицы
| - ул. Будыльская - ул. Колхозная - ул. Луговая - ул. Молодежная - ул. Озерная - ул. Родниковая - ул. Станичная - ул. Ховайская - ул. Центральная | - пер. Песчаный - пер. Садовый - пер. Школьный |

## Население
| 2010 | 2015 |
| ---- | ---- |
| 543  | ↘489 |